# Interconnexion Maroc-Espagne
L'interconnexion Espagne-Maroc est un câble électrique sous-marin entre le terminal de Tarifa en Espagne et le terminal de Fardioua au Maroc. L'objectif de ce câble est de relier entre elles les infrastructures électriques européennes et africaines,.
L'interconnexion Espagne-Maroc comprend deux lignes de 400 kV, mises en service en 1997 et 2006, d'une puissance combinée de 800 MW et composées de sept câbles : trois pour chaque circuit, plus un en réserve.

## Extension
Les deux pays prévoient d'étendre le réseau au travers de la construction d’ une troisième liaison de 400 kV d'une capacité de 700 MW. Le coût du projet devrait s'élever à 169 millions de dollars, partagés à parts égales entre l'Espagne et le Maroc,.